# Bernay-Saint-Martin
Bernay-Saint-Martin és un municipi francès situat al departament del Charente Marítim i a la regió de la Nova Aquitània. L'any 2007 tenia 726 habitants.

## Demografia

### Població
El 2007 la població de fet de Bernay-Saint-Martin era de 726 persones. Hi havia 292 famílies de les quals 88 eren unipersonals (36 homes vivint sols i 52 dones vivint soles), 92 parelles sense fills, 108 parelles amb fills i 4 famílies monoparentals amb fills.
La població ha evolucionat segons el següent gràfic:
Habitants censats

### Habitatges
El 2007 hi havia 373 habitatges, 294 eren l'habitatge principal de la família, 43 eren segones residències i 36 estaven desocupats. 364 eren cases i 5 eren apartaments. Dels 294 habitatges principals, 231 estaven ocupats pels seus propietaris, 52 estaven llogats i ocupats pels llogaters i 11 estaven cedits a títol gratuït; 14 tenien dues cambres, 34 en tenien tres, 77 en tenien quatre i 169 en tenien cinc o més. 222 habitatges disposaven pel capbaix d'una plaça de pàrquing. A 128 habitatges hi havia un automòbil i a 133 n'hi havia dos o més.

### Piràmide de població
La piràmide de població per edats i sexe el 2009 era:
| Homes | Edats   | Dones |
| ----- | ------- | ----- |
| 0     | 95 o +  | 0     |
| 4     | 90 a 94 | 16    |
| 0     | 85 a 89 | 8     |
| 8     | 80 a 84 | 8     |
| 28    | 75 a 79 | 36    |
| 8     | 70 a 74 | 24    |
| 24    | 65 a 69 | 8     |
| 28    | 60 a 64 | 20    |
| 12    | 55 a 59 | 12    |
| 20    | 50 a 54 | 12    |
| 40    | 45 a 49 | 12    |
| 24    | 40 a 44 | 36    |
| 8     | 35 a 39 | 20    |
| 16    | 30 a 34 | 12    |
| 24    | 25 a 29 | 16    |
| 24    | 20 a 24 | 24    |
| 32    | 15 a 19 | 16    |
| 8     | 10 a 14 | 24    |
| 12    | 5 a 9   | 24    |
| 12    | 0 a 4   | 8     |

## Economia
El 2007 la població en edat de treballar era de 408 persones, 269 eren actives i 139 eren inactives. De les 269 persones actives 242 estaven ocupades (140 homes i 102 dones) i 27 estaven aturades (16 homes i 11 dones). De les 139 persones inactives 39 estaven jubilades, 30 estaven estudiant i 70 estaven classificades com a «altres inactius».

### Ingressos
El 2009 a Bernay-Saint-Martin hi havia 285 unitats fiscals que integraven 705 persones, la mediana anual d'ingressos fiscals per persona era de 14.686 €.

### Activitats econòmiques
Dels 32 establiments que hi havia el 2007, 3 eren d'empreses extractives, 2 d'empreses alimentàries, 2 d'empreses de fabricació d'altres productes industrials, 6 d'empreses de construcció, 7 d'empreses de comerç i reparació d'automòbils, 2 d'empreses de transport, 2 d'empreses d'hostatgeria i restauració, 1 d'una empresa de serveis, 3 d'entitats de l'administració pública i 4 d'empreses classificades com a «altres activitats de serveis».
Dels 11 establiments de servei als particulars que hi havia el 2009, 1 era una oficina de correu, 1 taller de reparació d'automòbils i de material agrícola, 2 paletes, 1 guixaire pintor, 2 fusteries, 2 electricistes, 1 perruqueria i 1 restaurant.
L'únic establiment comercial que hi havia el 2009 era una botiga de menys de 120 m².
L'any 2000 a Bernay-Saint-Martin hi havia 41 explotacions agrícoles que ocupaven un total de 1.581 hectàrees.

## Equipaments sanitaris i escolars
L'únic equipament sanitari que hi havia el 2009 era una farmàcia.
El 2009 hi havia una escola elemental integrada dins d'un grup escolar amb les comunes properes formant una escola dispersa.

## Poblacions més properes
El següent diagrama mostra les poblacions més properes.